# Nissan Quest

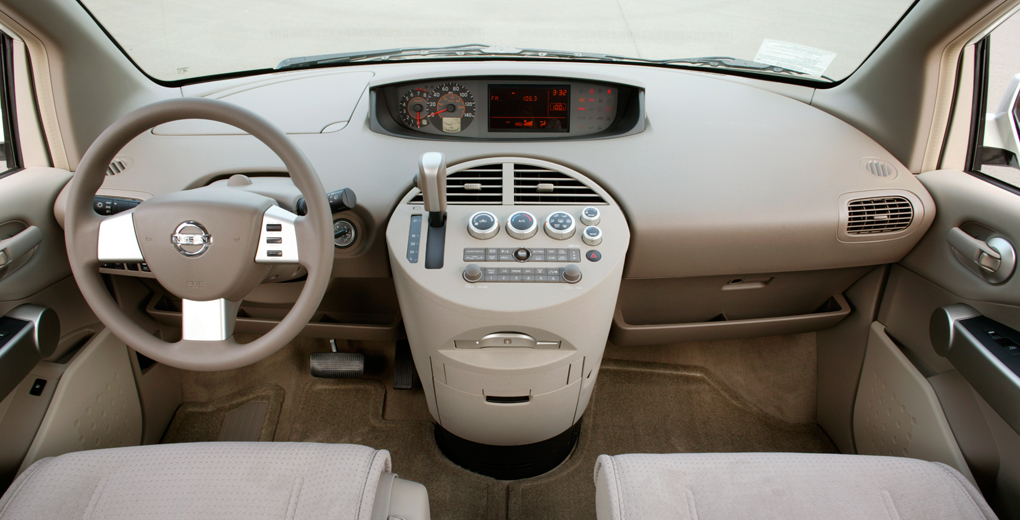
L'intérieur du Nissan Quest, finition Dash.

Le Nissan Quest est un monospace vendu aux États-Unis et au Canada par le constructeur japonais Nissan. C'est le concurrent direct du Honda Odyssey et du Toyota Sienna. 
Il fut fabriqué de 1992 à 2016 (quatre générations de modèles),. 
Les modèles de 2004 à 2006 avaient une console centrale qui se voulait "moderne" mais qui n'était pas appréciée du grand public. Cette console a été remplacée par l'instrumentation classique retrouvée dans la plupart des véhicules en 2007. Le comportement routier de cette minifourgonnette était très près d'une voiture de grande taille. Le centre de masse étant très bas, le roulis était très discret. 